# 後方散乱X線検査装置

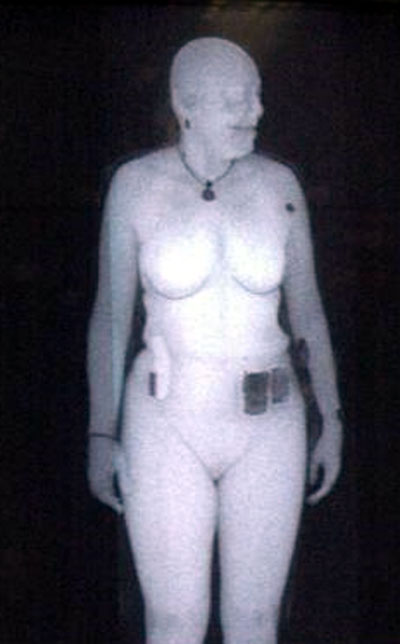
女性の後方散乱X線画像

後方散乱X線検査装置（こうほうさんらんエックスせんけんさそうち）とは、医用画像処理の応用技術の一種。保安検査の身体検査技術（いわゆる全身透視スキャナー）として注目されている。
X線検査装置がX線の透過量の大小を測定するのに対し、後方散乱X線は検査対象物からの反射の大小を測定する。身体検査用の透視装置としては、後方散乱X線検査装置の他、ミリ波を利用したミリ波パッシブ撮像装置がある。

## 技術

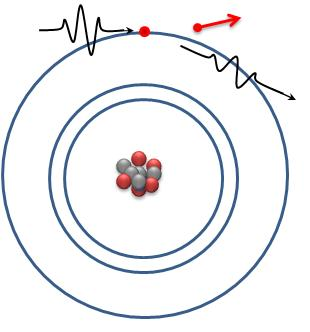
コンプトン効果によるX線の散乱

後方散乱X線検査装置は、X線のコンプトン効果を利用したものである。つまり、ガンマ線などを細く絞って検査対象物の1点に当て、跳ね返ってくるガンマ線の強さを測定する。原子番号が小さい物質はガンマ線を強く反射し、原子番号が大きい物質はガンマ線を吸収してあまり反射しないので、検査対象物全体を走査し、反射されるガンマ線の強さの大小を濃淡で表して画像を作ると、後方散乱X線検査画像となる。後方散乱X線は、薄い物体（衣服や金属板）を透かした中の物体の表面を見ているため、包装の中身の検査が容易である。それに対して一般の透過X線は、原子番号が小さな物質をほとんど素通りするため有機物の画像化が困難であり、また、複雑な構造の物体では内部の構成が重なった画像となってしまう。後方散乱X線検査装置は、特に爆薬や麻薬などの検査に適している。後方散乱X線と透過X線を組み合わせて画像をカラー化することも行われている。
ミリ波スキャナーでは3次元画像が得られるのに対し、後方散乱X線検査装置では一般には2次元画像しか作れない。そのため、空港などでは物の両面を検査する。
後方散乱X線を検査装置として初めて商業化に成功したのは、スティーブン・スミスである。スミス博士は1992年にSecure 1000全身スキャナを開発し、特許を取得してラピスキャン・システムズ社を作った。その後、数社が業界に参入して、空港などに納品している。
1. アメリカン・サイエンス&エンジニアリング社[8] (商品名: Smartcheck)
2. ラピスキャン・システムズ (OSI Systems Inc.の子会社) [9] (商品名: Secure 1000)
3. Tek84 (旧社名Spectrum San Diego Inc.) [10] (商品名: Castscope)

後方散乱X線検査装置はコンテナやトラックの高速検査装置としても使われている。原理的には船舶の検査にも使える。

## 影響
アメリカやイギリスではデルタ航空機爆破テロ未遂事件の影響で、空港の検査体制を強化している。
アメリカ国土安全保障省の運輸保安庁（TSA）は2010年1月現在、後方散乱X線検査装置を19の空港に40台設置している。これに対して、プライバシーと健康の面から抗議の声が挙がっている。

### プライバシー
この装置を使えば服を着たままで武器携帯などをチェックすることができる。しかし、簡単に全裸に近い画像が得られるという問題がある。そのためアメリカ自由人権協会（ACLU）は、この装置の利用に反対している。アメリカ合衆国下院は2009年6月、この技術がプライバシーを侵害する可能性があるとして、主要手段としての使用を禁じる法案を可決している。また電子プライバシー情報センターは、2009年11月に装置の情報開示を求めて、アメリカ国土安全保障省を提訴している。
イギリスの新聞ガーディアンは、この装置の画像が1978年イギリス児童保護法の児童ポルノに触れる可能性があるため、18歳未満の撮影が除外されている、と報じている。

### 健康への影響
後方散乱X線検査装置によるX線の照射量は胸部X線の600分の1ほどである。米国健康物理学会（Health Physics Society, HPS）は、後方散乱X線検査装置での1回の検査で、約0.05マイクロシーベルトのX線照射を受けると報告している。アメリカン・サイエンス・アンド・エンジニアリング社は0.09マイクロシーベルトと報告している。米国標準局は「1年に10マイクロシーベルトの照射を受けても生命に全く影響が無く、同じ検査装置からの照射は年に250マイクロシーベルトまでなら問題が無い」と述べており、後方散乱X線検査装置の照射はこれらの値よりもかなり小さい。ただし欧州委員会などから作られている検討委員会は、妊婦や子供への使用を避けるべきだと報告している。